# Shizhong (Jining)
Shizhong (市中区 – „Stadtmitte“) war ein Stadtbezirk der bezirksfreien Stadt Jining in der ostchinesischen Provinz Shandong. Shizhong hatte eine Fläche von 39 km² und zählte 420.000 Einwohner (2003). Er war Zentrum und Sitz der Stadtregierung von Jining. Am 18. Oktober 2013 wurde Shizhong aufgelöst und seine Fläche dem Stadtbezirk Rencheng zugeschlagen.

## Administrative Gliederung
Auf Gemeindeebene setzte sich der Stadtbezirk aus acht Straßenvierteln zusammen.